# L.I.F.E.G.O.E.S.O.N.
L.I.F.E.G.O.E.S.O.N. è un brano musicale del gruppo Noah and the Whale, ed è stato pubblicato come primo singolo estratto da Last Night on Earth, terzo album del gruppo. Il singolo è stato pubblicato dapprima nel Regno Unito in formato digitale il 23 gennaio 2011 raggiungendo la quattordicesima posizione della Official Singles Chart e la trentacinquesima della Irish Singles Chart.
Un video musicale del brano è stato pubblicato sul canale YouTube ufficiale del gruppo il 7 gennaio 2011 e vede protagonisti il gruppo e l'attore britannico Dan Westwick.

## Tracce
Download digitale
1. L.I.F.E.G.O.E.S.O.N. - 3:46

Promo - CD-Single Mercury / V2 COOPR287
1. L.I.F.E.G.O.E.S.O.N. (Radio Edit (Clean)) - 3:36
2. L.I.F.E.G.O.E.S.O.N. (Radio Edit) - 3:35
3. L.I.F.E.G.O.E.S.O.N. (Album Version) - 3:46

## Classifiche
| Classifica (2011) | Posizione massima |
| ----------------- | ----------------- |
| Finlandia         | 35                |
| Germania          | 39                |
| Ungheria          | 55                |
| Irlanda           | 26                |
| Regno Unito       | 14                |